# Gorodskoj okroeg
Gorodskoj okroeg (Russisch: городской округ; "stedelijk district") is in Rusland de benaming voor een stadsdistrict. Dit zijn Russische gemeenten van het type gorodskoje poselenieja ("stedelijke nederzettingen") die onder directe jurisdictie van het deelgebied staan, waarbinnen zij liggen en niet onderdeel zijn van een gemeentelijk district. In dergelijke stedelijke districten heeft het bestuur zowel de bestuursrechten van de gorodskoje poselenieje als van het gemeentelijke district. Deze vorm bestaat in Rusland sinds een wetswijziging op 6 oktober 2003 en is een van de gemeentelijke vormen, naast het gemeentelijk district, de selskoje poselenieje en de gorodskoje poselenieje en de stadsdeelgemeente binnen een federale stad. Bij de instelling werd bepaald dat een stedelijk district bestaat uit een grote stad met een gebied eromheen, (waarop eventueel ook andere plaatsen kunnen liggen) dat bedoeld is voor de uitbreiding van de sociale voorzieningen, transport- en andersoortige infrastructuur.
Bij de bestuurlijke hervorming van 2006 was gepland dat dergelijke stedelijke districten moesten bestaan uit grote economisch zelfvoorzienende steden. Dit waren bij de instelling van de wetswijziging in 2003 in de meeste deelgebieden industriële centra en waren ook meestal steden die daarvoor reeds onder directe jurisdictie stonden van het deelgebied. De invoering van het systeem vond in de meeste deelgebieden plaats tussen 2003 en 2005. In de oblasten Kaliningrad, Sachalin en Sverdlovsk werd soms ook aan grote gemeentelijke districten zonder een hoge urbanisatiegraad de status van stedelijke nederzetting gegeven en in Tatarije, de oblast Belgorod en de oblast Saratov kregen sommige grote steden niet de status van stedelijk district en bleven gewoon de status van stad onder jurisdictie van een gemeentelijk district houden.